# Augustin Frigon
Pour les articles homonymes, voir Frigon.
Augustin Frigon, né le 6 mars 1888 à Montréal et mort le 9 juillet 1952 à Lac-des-Seize-Îles, est un ingénieur canadien français diplômé en génie civil, en génie chimique et en génie électrique, avec prépondérance de ce dernier génie dans sa carrière.
Il fit des études supérieures dans plusieurs établissements : l'École polytechnique de Montréal, le Massachusetts Institute of Technology (MIT), l'École supérieure d’électricité de Paris et la Faculté des sciences de l'université de Paris (Sorbonne).
Il occupa d'importantes fonctions administratives, académiques et techniques durant sa vie professionnelle dont notamment les suivantes : directeur général de l'Enseignement technique de la province de Québec (Canada); professeur titulaire, responsable des laboratoires, directeur des études et principal de l'École polytechnique de Montréal ; fondateur de revues techniques; membre du Conseil national de recherches du Canada; fondateur de l’Institut scientifique franco-canadien; président de la Commission d’électricité du Québec; directeur adjoint et directeur général de la CBC/Société Radio-Canada.

## Biographie
Augustin Frigon est né le 6 mars 1888 à Montréal et il meurt le 9 juillet 1952 à Lac-des-Seize-Îles à l'âge de 64 ans,,.

### D'étudiant à principal de l'École polytechnique de Montréal
De l'âge de 17 ans où Augustin Frigon commence ses études à l'École polytechnique de Montréal en 1905 à son décès en 1952, il s’est toujours impliqué dans son alma mater. Il y est professeur (1909-1927) dès sa graduation en génie civil et en génie chimique. Et à la suite de l'obtention d'une troisième spécialité en génie électrique qui deviendra son domaine d'expertise, il est responsable des laboratoires (1910-1917) et titulaire de la chaire d’électricité (1917-1922). Puis, il accède à des fonctions administratives en tant que directeur des études (1923-1935) et par la suite en tant que principal (1936-1952) jusqu'à son décès,.
Il est le premier Canadien français directeur des études, et le troisième en ayant succédé au Français Émile Balète (1873-1908) et au Belge Alfred Fyen (1908-1923).
Il est un des trois directeurs de l'École qui ont accédé par la suite à la fonction de principal. Il en est le premier et celui qui eut la plus longue présence à ces deux postes soit une période consécutive de près d'une trentaine d'années,.

### Études aux États-Unis et en France

#### Au Massachusetts Institute of Technology
Augustin Frigon, vu ses bons résultats scolaires et son désir de joindre le corps professoral, profite d'une nouvelle politique d'aide de l'École polytechnique. Cela lui permet de réaliser des études avancées en génie électrique au Massachusetts Institute of Technology en 1909 et 1910,.

#### À l'École supérieure d’électricité de Paris et à la Faculté des sciences de l’Université de Paris (Sorbonne)
Ce n'est qu'après la fin des hostilités en Europe, qu'il pu aller poursuivre des études avancées en France en 1920 sur une période de trois années. Dans un premier temps, il obtint un diplôme d'ingénieur électricien de l'École supérieure d’électricité de Paris, puis un doctorat en sciences appliquées de la Faculté des sciences de l’Université de Paris dont il est le premier Canadien français diplomé,. Pendant son séjour, il obtint la bourse Hughes décernée par la Société française des ingénieurs électriciens, ainsi qu'une deuxième bourse spéciale aux fins de recherches de la Commission nationale des recherches scientifiques de France.

### Ingénieur-conseil
Tout en étant professeur à temps partiel à l'École polytechnique de Montréal, Augustin Frigon a pratiqué le génie-conseil. Il agit en tant qu'ingénieur-conseil de 1910 à 1917 pour la Commission des services d’utilité publique de Québec. De 1912 à 1916 , il est associé avec Arthur Surveyer, un gradué lui aussi de l'École polytechnique, pour former la firme Surveyer & Frigon. Par la suite, Arthur Surveyer allait former une nouvelle association avec les ingénieurs Émil Nenniger et Georges Chênevert qui allait devenir SNC puis SNC-Lavalin.
En 1928, Frigon participe à titre d’ingénieur-conseil à l’élaboration des plans du nouvel édifice de l’Université de Montréal sur le flanc du mont Royal dont l'architecte est Ernest Cormier.

### Directeur général de l'enseignement technique au Québec
Le gouvernement du Québec nomma Augustin Frigon à la tête de la Direction générale de l'enseignement technique du Québec en 1924, fonction qu'il occupa jusqu'en 1935. À ce titre, il fut impliqué dans la gestion des écoles techniques dont les principales étaient à l'époque celles de Montréal, de Québec, de Trois-Rivières et de Hull.
C'est sous sa direction et avec la collaboration du directeur Alphonse Bélanger de l'École technique de Montréal que l'École du meuble de Montréal fut fondée issue des activités d'ébénisterie de l'École technique de Montréal, et que Jean-Marie-Gauvreau en devint le premier directeur. Ce dernier lui rendit hommage dans Technique, revue industrielle dont Augustin Frigon fut un des fondateurs en 1926, soulignant ainsi en novembre 1952 quelques mois après son décès « qu’il réunissait en lui les plus belles qualités humaines qui trempent les hommes authentiques ».

### Participant à la fondation et à la direction de revues

#### Revue trimestrielle canadienne
En 1915, il participa notamment avec Édouard Montpetit à la naissance de la Revue trimestrielle canadienne (RTC). La revue publiera des articles sur les sciences polytechniques et les sciences économiques mais aussi des articles sur des questions légales, sur des présentations historiques et sur d'autres sujets non techniques pouvant être d'intérêts pour les ingénieurs et un public plus large intéressé par cette nouvelle revue. Il siégeait alors sur le comité de direction ainsi que sur le comité d'administration et de rédaction. Il agissait aussi en tant que secrétaire-général de la revue. Dans le premier numéro paru en mai, il y rédigea un article Application de la théorie des erreurs aux calculs de l'ingénieur,.

#### Revue industrielle technique
En tant que Directeur général de l'enseignement technique au Québec, il participa à la création en 1926 et à la direction de la revue industrielle Technique jusqu'en 1935. Dans le premier numéro de la revue de février 1926, il y publie un article Notre nouvelle école d’imprimerie.

### Rôle dans la radiodiffusion canadienne
Augustin Frigon réalisa plusieurs activités techniques et administratives en lien avec la radiodiffusion canadienne qui le mena à devenir directeur général de la Société Radio-Canada (1943-1951).
À la suite de son décès en 1952, le président du Bureau des gouverneurs de CBC/Société Radio-Canada, Davidson Dunton (qui deviendra coprésident avec André Laurendeau de la Commission royale d'enquête sur le bilinguisme et le biculturalisme), écrivit dans le quotidien Montreal Star qu'Augustin Frigon "a fait preuve d'une grande compétence, de beaucoup d'énergie et d'une dévotion sans relâche pour servir le public canadien". Le quotidien La Presse rapporte des propos similaire de Davidson Dunton dans la nécrologie d'Augustin Frigon qu'il ''a consacré sa haute compétence, sa grande énergie, et son dévouement entier au public canadien''.

## Tableau des fonctions, postes et activités d'Augustin Frigon
| Période              | Ans | Fonctions, postes et activités d'Augustin Frigon durant ses études supérieures et sa carrière,                  |
| -------------------- | --- | --- |
|                      |     | |
|                      |     | Domaine académique                                                                                              |
|                      |     | Pour l'École polytechnique de Montréal et son milieu universitaire                                              |
| 1909-1927            | 18  | Professeur |
| 1910-1917; 1922-1923 | 8   | Responsable des laboratoires                                                                                    |
| 1912-1914            | 3   | Cofondateur du Bulletin des anciens de l’École polytechnique de Montréal                                        |
| 1917-1923            | 6   | Directeur du département d’électricité (inclut la période d'études à Paris)                                     |
| 1922-                |     | Professeur titulaire de la chaire d’électricité de l’École polytechnique (nommé pendant son séjour à Paris)     |
| 1923-1935            | 12  | Directeur de l'École (2 mandats)                                                                                |
| 1927-1929            | 3   | Vice-président et président de l’Association des anciens élèves de l'École                                      |
| 1933-1935            | 2   | Principal par intérim de l'École                                                                                |
| 1936-1952            | 16  | Principal de l'École (jusqu'à son décès)                                                                        |
|                      |     | Pour le Massachusetts Institute of Technology (MIT)                                                             |
| 1909-1910            |     | Membre du British Empire Association du MIT                                                                     |
| 1910-1946            | 36  | Secrétaire honoraire (Embassador of Technology)                                                                 |
|                      |     | Pour l'Université de Montréal                                                                                   |
| 1913                 |     | Chargé de cours au Corps-école d’officiers canadiens (CEOC) de l’Université de Montréal                         |
| 1922                 |     | Chargé de cours de physique à la faculté des sciences de l’Université de Montréal                               |
|                      |     | Pour l'École supérieure d’électricité de Paris                                                                  |
| 1921-1922            | 2   | Assistant et ingénieur stagiaire au Laboratoire central de l’École                                              |
|                      |     | Autres |
| 1921                 |     | Premier président du Cercle des étudiants canadiens de Paris                                                    |
| 1931-1932            | 2   | Président du Cercle universitaire de Montréal                                                                   |
|                      |     | Pour la Revue trimestrielle canadienne                                                                          |
| 1915                 |     | Cofondateur |
| 1915-1916; 1918-1936 | 21  | Secrétaire-général                                                                                              |
| 1915-1943            | 28  | Membre du comité d'administration et de rédaction                                                               |
| 1915-1952            | 37  | Membre du comité de direction (jusqu'à son décès)                                                               |
|                      |     | |
|                      |     | Domaine gouvernemental                                                                                          |
|                      |     | Pour le Gouvernement du Canada et des organismes fédéraux                                                       |
| 1924-1939            | 15  | Membre du Conseil national de recherches du Canada                                                              |
| 1928-1929            | 2   | Membre de la Commission royale de la radiodiffusion (commission Aird)                                           |
| 1929-1935(?)         |     | Représentant du Conseil national de la recherche à la Canadian Engineering Standards Association                |
| 1936-1944            | 8   | Directeur général adjoint de la Société CBC/Radio-Canada                                                        |
| 1937                 |     | Chef négociateur du Canada à la Conférence de La Havane pour les fréquences radio                               |
| 1938                 |     | Représentant du Canada à la Conférence internationale sur les télécommunications au Caire.                      |
| 1941                 |     | Représentant du Canada au Pan American Council                                                                  |
| 1944-1951            | 8   | Directeur général de la Société CBC/Radio-Canada                                                                |
| 1945-1947            | 3   | Directeur du Canadian Information Service                                                                       |
| 1952                 |     | Directeur des projets de la Société CBC/Radio-Canada (jusqu'à son décès)                                        |
|                      |     | Pour le Gouvernement du Québec et des organismes provinciaux                                                    |
| 1922                 |     | Conseiller technique auprès du Département des terres et forêts de la province de Québec                        |
| 1924-1935            | 12  | Directeur général de l’enseignement technique de la province de Québec                                          |
| 1926-1935            | 10  | Cofondateur et directeur de la revue industrielle Technique                                                     |
| 1934                 |     | Poste au Bureau aviseur du Bureau des examinateurs électriciens                                                 |
| 1934-1935            | 2   | Membre de la Commission de l’électricité de la province de Québec (commission Lapointe)                         |
| 1935-1936            | 2   | Président de la Commission d’électricité de Québec                                                              |
| 1931-1951            | 21  | Membre du Comité catholique du Conseil de l’Instruction publique                                                |
|                      |     | Pour la Ville de Montréal et des organismes dans la cité                                                        |
| 1926-1935            | 10  | Président de la Commission des services électriques de la Cité de Montréal                                      |
| 1928-1935            | 8   | Commissaire à la Commission des écoles catholiques de Montréal                                                  |
| 1931-1935            | 5   | Membre de la Commission pédagogique de la Commission des écoles catholiques de Montréal                         |
|                      |     | |
|                      |     | Domaine privé et génie-conseil                                                                                  |
| 1909                 |     | Ingénieur à la Montreal Light, Heat & Power                                                                     |
| 1910-1917            | 7   | Ingénieur-conseil à la Commission des services d’utilité publique de Québec                                     |
| 1912-1916            | 4   | Ingénieur fondateur et associé de la firme d'ingénieur-conseil Surveyer & Frigon                                |
| 1916-1917            | 2   | Gérant à la Canadian Siegwart Beam Company                                                                      |
| 1928                 |     | Ingénieur-conseil à l’élaboration des plans du nouvel édifice de l’Université de Montréal.                      |
|                      |     | |
|                      |     | Autres domaines                                                                                                 |
| 1907-1952            | 45  | Membre étudiant, membre associé et membre à vie de l'Engineering Institute of Canada                            |
| 1916                 |     | Membre de la Commission d’arbitrage à l’expertise du Lac Saint-François                                         |
| 1918                 |     | Co-responsable du comité génie électrique de la section de Montréal de l'Engineering Institute of Canada        |
| 1921                 |     | Interprète pour la France à la Commission internationale de l’éclairage                                         |
| 1926-1952            | 26  | Membre du conseil exécutif de l'Institut scientifique franco-canadien (jusqu'à son décès)                       |
| 1930-1933            | 4   | Membre du conseil d’administration de la Society for the Promotion of Engineering Association                   |
| 1932-1934            | 3   | Vice-président et président de la section de Montréal de la Corporation des ingénieurs professionnels du Québec |
| 1932-1934            | 3   | Juge honoraire au concours de l’Association des Artisans de la Carrosserie Fisher, section canadienne           |
| 1939-1952            | 13  | Directeur au conseil d’administration de la Canadian Geographical Society (jusqu'à son décès)                   |
| 1941                 |     | Cofondateur de Radio-Collège                                                                                    |
|                      |     | Membre du Comité canadien de la Commission électrotechnique internationale                                      |

## Tableau de la reconnaissance de son mérite et de sa contribution
| Période       | Reconnaissance | Organisme                                                                                                   |
| ------------- | --- | --- |
|               | | |
|               | De son vivant | |
|               | Bourses | |
| 1921          | Bourse d’études Hugues                                                                                               | Société française des électriciens pour un ancien étudiant de l’École supérieure d’électricité              |
| 1921          | Bourse spéciale aux fins de recherches                                                                               | Commission nationale des recherches scientifiques (France)                                                  |
|               | Prix - Médaille - Titre                                                                                              | |
| 1931          | Prix d’Action intellectuelle en sciences                                                                             | Association catholique de la jeunesse canadienne-française                                                  |
| 1940          | Médaille Julian C. Smith                                                                                             | Institut canadien des ingénieurs en reconnaissance d’une contribution importante au développement du Canada |
| 1943          | Doctorat honoris causa                                                                                               | Université de Montréal                                                                                      |
| 1946          | Titre de compagnon de l’Ordre de Saint-Michel et Saint-Georges                                                       | Gouvernement du Royaume-Uni. Remis en main par le roi Georges VI lors de sa visite au Canada                |
| 1949          | Diplôme d’honneur en reconnaissance de l’accomplissement de sa mission économique, civique et sociale pendant 25 ans | Chambre de commerce du district de Montréal                                                                 |
|               | | |
|               | A titre posthume | |
| 1955          | Plaque de bronze placée à l'origine dans l’Édifice Ford                                                              | Société CBC/Radio-Canada pour rôle exceptionnel dans sa création et son expansion                           |
| 1974          | Chaire Augustin-Frigon                                                                                               | Conseil d’administration de l’École polytechnique de Montréal pour perpétuer sa mémoire                     |
|               | Journées d'études Augustin-Frigon                                                                                    | id. |
| 1981-2011     | Conférences Augustin-Frigon                                                                                          | id. |
| 2012-2014     | Entretiens Augustin-Frigon                                                                                           | id. |
| 2013-2014 (?) | Prix Augustin-Frigon                                                                                                 | id. - Bourse annuelle de 1000 $ remis à un diplômé de l’École polytechnique de Montréal                     |

## Conférences, entretiens et prix Augustin-Frigon de l'École polytechnique de Montréal
En 1981, l'École polytechnique de Montréal a inauguré les Conférences Augustin-Frigon. Celles-ci présentaient à Polytechnique des conférenciers de haut niveau, des prix Nobel, des membres de l'Académie française et des personnalités ayant marqué notre époque par leur savoir, leur réalisation ou leur réflexion.
Depuis 2012, les conférences ont pris la forme d'entretiens qui ont été captés et montés en capsules vidéo.
Les Prix Augustin-Frigon étaient remis depuis 2013 à des diplômé(e)s de Polytechnique. Ainsi en 2013, le Prix Augustin-Frigon, d'une valeur de 1000 $, a été remis à l'auteur du meilleur texte sur des sujets tels que amitié et médias sociaux, solitude sans le silence, mondialisation sans se perdre et bonheur et travail.
En 2015, les Entretiens Augustin-Frigon se renouvellent et prennent un nouveau nom : les Entretiens privilèges. Ils visent à sensibiliser la communauté polytechnicienne et de tout le campus aux grands enjeux de l'heure, qu'ils soient sociaux, culturels, historiques, politiques, économiques ou scientifiques,,. Des prix continuent à être attribués mais ne portent plus une référence à Augustin Frigon.

## Participation au développement technique et culturel du Québec
Clarence Hatton-Proulx, doctorante en études urbaines et en histoire de l'Institut national de la recherche scientifique et Sorbonne-Université, décrit Augustin Frigon comme un ''homme qui a accompagné et encouragé le développement technique et culturel du Québec durant la première moitié du XXe siècle''.

## Les Frigon, une lignée d'ingénieurs
Raymond Frigon (1915-2008), le fils d'Augustin, réalisa aussi une carrière d'ingénieur. Il a suivi un parcours comparable à son père à ses débuts soit diplôme de l'École polytechnique de Montréal, études au Massachusetts Institute of Technology (MIT) et professeur à Polytechnique. Par la suite, Raymond œuvra en génie-conseil international. Le fils de Raymond, Paul Frigon, est lui aussi ingénieur. Trois générations de Frigon se sont donc succédé dans la profession du génie.

## Ouvrages biographiques
En 2019, soit 67 années après le décès d'Augustin Frigon, un ouvrage biographique Augustin Frigon : sciences, techniques et radiodiffusion parait sous la plume de l'historien Robert Gagnon et de Pierre Frigon. Ce dernier a rédigé un résumé biographique d'Augustin Frigon qui se trouve dans les archives de l'Association des familles Frigon.
Dans Scientia Canadensis en 1995, la revue canadienne d'histoire des sciences, des techniques et de la médecine,  Alain Canuel qui est agent responsable du comité d'histoire au Conseil de recherches en sciences humaines du Canada, retrace dans un article intitulé Augustin Frigon et la Radio Nationale au Canada les principales étapes de la carrière de celui-ci qui a consacré la plus grande partie de sa vie au développement de la radio nationale au Canada.
Robert Gagnon avec la collaboration de Armand J. Ross avait en 1991 dans Histoire de l'École polytechnique, 1873-1990 : la montée des ingénieurs francophones fait état des nombreuses activités et contributions d'Augustin Frigon à l'essor de l'École polytechnique de Montréal en tant que directeur des études puis de principal.